# Верховный суд Гамбии
Верховный суд Гамбии (англ. Supreme Court of the Gambia) —  высшая судебная инстанция в Гамбии. Основан в 1851 году. Суд обладает апелляционной и первоначальной юрисдикцией в отношении любого закона, превышающего полномочия, предоставленные Конституцией, любым законом Национальному собранию, любому другому лицу или органу власти.

## История
Основан в 1851 году. Первоначально Верховный суд был единственным судом в Гамбии. Апелляции на решения Верховного суда могут быть поданы в Апелляционный суд Западной Африки, а затем в Судебный комитет Тайного совета. После обретения независимости в 1965 году этот порядок сохранился, и Западноафриканский апелляционный суд был заменён Апелляционным судом Гамбии. Конституция 1997 года сделала Верховный суд высшей судебной инстанцией Гамбии, состоящей из Главного судьи и не более пяти других судей.
Апелляции в Судебный комитет Тайного совета были отменены в 1998 году.
В 2003 году Хассан Бубакар Джаллоу был уволен после того, как председательствовал в нескольких громких делах, в которых положения актов Национального собрания были признаны недействительными за нарушение Конституции и Африканской хартии. Аналогичным образом, Раймонд Сок и Гибу Джанне были уволены в 2015 году после принятия мер по замене смертных приговоров обвиняемым заговорщикам пожизненным заключением.
После избрания президента Адама Бэрроу суд провёл своё первое заседание более чем за два года, с 15 мая 2017 года по 9 июня. Во время заседания они заслушали 41 дело, что является «историческим рекордом по темпам».

## Юрисдикция
Раздел 126 устанавливает юрисдикцию суда: Верховный суд является апелляционной инстанцией последней инстанции Гамбии, а также обладает апелляционной и иной юрисдикцией, определенной Конституцией. Он не обладает первоначальной юрисдикцией ни по одному уголовному делу. Суд может отменить предыдущее решение, «когда сочтёт это правильным», и все остальные суды обязаны следовать решениям Верховного суда по вопросам права. В разделе 67(2) (b) говорится, что, когда спикер действует на основании уведомления о ненадлежащем поведении со стороны президента, он должен назначить трибунал, возглавляемый Главным судьей и состоящий из других членов, которые должны были занимать высокие судебные должности.

#### Первоначальная юрисдикция
Первоначальная юрисдикция суда изложена в разделе 127 Конституции. Это связано с толкованием или приведением в исполнение любых положений Конституции, помимо разделов с 18 по 33 и раздела 36 (5); по любому вопросу о том, был ли закон принят сверх полномочий, предоставленных Конституцией или другими законодательными актами; по любому вопросу о том, было ли лицо законно избрано на пост президента (раздел 49) или в Национальное собрание; или по любому вопросу о том, следует ли представлять содержание официального документа в судебном разбирательстве, если на карту поставлены вопросы национальной безопасности.

#### Апелляционная юрисдикция
Верховный суд обладает апелляционной юрисдикцией по делам из различных источников, и это изложено в разделе 128 Конституции. К ним относятся апелляции Апелляционного суда по любому гражданскому или уголовному делу или на решение Высокого суда, находившегося в ведении его первоначальной юрисдикции; апелляция Апелляционного суда, отклонившего апелляцию на смертный приговор, вынесенный другим судом; или в любом подобном случае, предусмотренном актом Национальной ассамблеи. Апелляция также может поступить в Верховный суд из Апелляционного суда, если этот суд убедится, что дело затрагивает существенный вопрос права, или в общественных интересах, чтобы дело было рассмотрено Верховным судом.

## Состав

### Количество членов
Согласно разделу 125 (1) Конституции, Верховный суд должен состоять из Главного судьи и не менее чем четырёх других судей Верховного суда.

### Квалификация и назначение
Согласно разделу 139, лицо имеет право быть назначенным судьей Верховного суда, если оно занимало должность судьи Апелляционного суда или судьи суда с аналогичной юрисдикцией в стране с общим правом не менее пяти лет. В качестве альтернативы, если они практиковали в качестве юриста в суде, обладающем неограниченной юрисдикцией по гражданским и уголовным делам в стране общего права, не менее 12 лет. Лицо может быть назначено Главным судьей, если оно имеет квалификацию для назначения судьей Верховного суда или было судьей высшего суда страны общего права не менее 10 лет.
В разделе 138 говорится, что Главный судья назначается Президентом после консультаций с Комиссией по судебной службе (АО). Аналогичным образом, судьи назначаются Президентом по рекомендации АО. Назначения подтверждаются ордерами, подписанными президентом и скрепленными государственной печатью. Перед вступлением в должность судьи должны принести предписанные присяги.
Обычно назначаются судьи-экспатрианты из других стран Содружества, особенно из Нигерии и Сьерра-Леоне, но процесс гамбианизации продолжается с тех пор, как Адама Бэрроу сменил Яйя Джамме на посту президента Гамбии в январе 2017 года.

### Действующие члены
| Имя                       | Дата рождения                       | Кем назначен | Возраст на момент вступления в должность | Нынешний возраст |
| ------------------------- | ----------------------------------- | ------------ | ---------------------------------------- | ---------------- |
| Хассан Бубакар Яллоу      | 14 августа 1951 Бансанг, Гамбия     | Адама Бэрроу | 65                                       | 73 года          |
| Абубакар Датти Яхая       | 27 января 1952 Нигерия              | Яйя Джамме   | 64                                       | 73 года          |
| Николас Колин Браун-Марке | 15 июня 1957 Сьерра-Леоне           | Яйя Джамме   | 59                                       | 67 лет           |
| Черно Яллоу               | 15 ноября 1962 Старый Юндум, Гамбия | Адама Бэрроу | 54                                       | 62 года          |
| Мэри Сей                  | 21 марта 1952 Банжул, Гамбия        | Адама Бэрроу | 65                                       | 72 года          |
| Джибрил Семега-Джанне     |                                     | Адама Бэрроу |                                          |                  |
| Рэймонд Сок               | 5 июню 1946 Гамбия                  | Адама Бэрроу | 71                                       | 78 лет           |